# Roman Kurkiewicz
Roman Kurkiewicz (ur. 1962) – polski dziennikarz, publicysta, redaktor naczelny Przekroju, współtwórca programów Tok Szok i Magazyn Literacki.

## Życiorys
Uczył się w III Liceum Ogólnokształcącym w Poznaniu.
Studiował filozofię na Akademii Teologii Katolickiej w Warszawie oraz na Uniwersytecie Warszawskim. Odbywał nowicjat w zakonie dominikanów w Poznaniu. Roman Kurkiewicz twierdzi, że w jego przypadku bycie zakonnikiem, poprzez zwątpienie i dystans do religii, doprowadziło go do ateizmu.
W latach 1979–1989 związany był z opozycją demokratyczną.
Przyznaje, że nadużywał alkoholu już w młodości (np. jako nastolatek wpadał w ciągi alkoholowe), ale w 2000 przeszedł skuteczną terapię odwykową, dzięki której przestał pić.
Pracował w „Gazecie Wyborczej” od początku jej istnienia, gdzie współtworzył m.in. „Magazyn Gazety”. Był również pracownikiem działu publicystyki TVP2, gdzie współpracował przy takich programach, jak „Tok Szok” czy „Magazyn Literacki”. Pracował również w Polsacie i TV4. W 2001 był zastępcą kierownika działu społecznego w tygodniku „Newsweek Polska”. W 2002 i ponownie od stycznia 2012 do końca września 2012 redaktor naczelny „Przekroju”, w międzyczasie przez kilka lat był felietonistą tego tygodnika. Tworzył tam cykle: „Łżem i wobec”, „Lewomyślnie”.
Do października 2010 prowadził w Tok FM programy: „Pod tytułem”, „Kurkiewy” oraz „Mówi się”. Od października 2011 prowadził audycję o książkach „Pod tytułami” w rozgłośni Radio dla Ciebie.
Od 30 czerwca 2014 do 1 września 2016 wraz z Janem Wróblem prowadził na antenie TVN24 program „Dwie prawdy”. Od 2017 felietonista tygodnika „Przegląd”.
Związany z Collegium Civitas w Warszawie, gdzie wykłada przedmiot Warsztat prasowy – literatura faktu.
W 2011 został nominowany w studenckim plebiscycie MediaTory w kategorii ProwokaTOR.
Od 3 października 2019 do 29 października 2020 prowadził na antenie internetowej rozgłośni Halo.Radio swoją autorską audycję Halo Wieczorem. W programie omawiał tematy dotyczące spraw obywatelskich i oddolnych inicjatyw społecznych.

## Publikacje
- 2009: Klapsy polskie (wybór felietonów), Iskry (ISBN 978-83-244-0096-6)
- 2011: Lewomyślnie (wybór felietonów), Wydawnictwo Krytyki Politycznej (ISBN 978-83-62467-31-0)